# Draba majae
Draba majae là một loài thực vật có hoa trong họ Cải. Loài này được Berkut. & A.P.Khokhr. mô tả khoa học đầu tiên năm 1979.